# チャールズ・ガルシア
チャールズ・ガルシア（Charles Wayne García Jr.、1988年10月13日 - ）は、アメリカ合衆国カリフォルニア州ロサンゼルス出身のプロバスケットボール選手。ポジションはフォワード、センター。208cm、104kg。

## 来歴
Susan Miller Dorsey High Schoolを卒業後、リバーサイド・シティ大学に進学。2シーズンプレーした後、NCAA 1部 Western Athletic Conferenceのシアトル大学に転校して１シーズンをプレーした。2010年NBAドラフト指名プロスペクトの一人であったが、同ドラフトで指名されることはなかった。
大学卒業後は、2010-11シーズンは、NBAサマーリーグにニューヨーク・ニックスと契約して２試合に出場。その後トルコのターキッシュ・バスケットボール・リーグのオヤック・ルノーに加入したが、2試合の出場のみで退団しDリーグのユタ　フラッシュ（現在のDelaware Blue Coats）、次いでメキシコのポトロスITSONに移籍して、2011年1月までプレーした。2011年4月にはDリーグに再度挑戦する形でアイオワ・エナジーに加入、同チームのDリーグのチャンピオン獲得に貢献した。
2011-2012シーズンは、2011年12月9日にアトランタ・ホークスと契約したが、試合に出場することはなく12月17日にウェイバー公示されている。同じくDリーグのスーフォールズ・スカイフォースとフォートウェイン・マッドアンツでプレーし、Dリーグオールスター2012にも出場している。
2012-2013シーズンは、再びNBAサマーリーグにフェニックス・サンズと契約して５試合に出場。その後スペインリーガACBのバロンセスト・フエンラブラダに加入し15試合に出場した後、2013年1月に退団した。2ヶ月後にプエルトリコBSNリーグのAtléticos de San Germánに入団し、2ヶ月間プレーした。
2013-2014シーズンは、バーレーンのアル・ムハッラクとアル・イテハドでプレーした。
2014-2015シーズンは、NBAサマーリーグにワシントン・ウィザーズと契約して４試合に出場。その後韓国KBLの高陽オリオンズとソウル三星サンダースでプレーした後、2015年3月にプエルトリコBSNリーグのVaqueros de Bayamónに加入した。2015-2016シーズンも引き続き、Vaqueros de Bayamónでプレーしたが、2016年1月にはアイスランドのグリンダヴィークに移籍した。
2016年10月30日に、Dリーグドラフト4位(全体79位)でオースティン・スパーズからの指名を受けて同チームに加入。
2017年11月20日に、台湾の超級籃球聯賽(Super Basketball League(SBL))の臺灣銀行籃球隊（台湾銀行）に入団。
2018年4月20日に、フィリピンプロバスケットボールリーグの強豪Barangay Ginebra San Miguelに外国人枠で加入したが、2018 PBA Commissioner's Cupでチームが開幕から1勝3敗のスタートとなった5月21日には、 ジャスティン・ブラウンリーと外国人枠を入れ替える形での自由契約となった。
2018年7月22日　横浜ビー・コルセアーズへの加入が発表された。2018-19シーズンの開幕後は、5試合連続で先発し4試合で二桁得点を記録した。しかし8得点に終わった10月17日の富山戦を最後に出場機会を完全に失い、10月26日には双方合意の上での契約解除がリリースされた。なお出場5試合中4試合で退場となっている。
2018年12月23日に台湾の超級籃球聯賽(Super Basketball League(SBL))の富邦勇士籃球隊に入団した。

## ベリーズ代表歴
- バスケットボールアメリカ選手権（FIBA AmeriCup）COCABA予選(2018) ベリーズ代表[14]

## 人物

### バスケットボールプレイヤーとしての特徴
- ガルシア自身によると、自分の選手としての特徴として｢身体能力と屈強な体躯｣と｢ユーティリティー性｣を挙げている。｢ユーティリティー性｣とは、ボールを運ぶ、インサイド、アウトサイドのプレー、シュート。そのいずれも出来る能力を有すること。１番から５番までのポジション全てできる能力があることが特徴だと語っている[14]。
- 大学卒業時のDraftExpressの評価は以下である[15]。
  - 高身長と屈強な肉体は、NBAドラフト候補の中でも抜きん出ている。特に機動性と瞬発力は素晴らしい。
  - 大学時代のプレータイムと相手チームからのマークに対する対応力が不足している。
  - 大学で出場時間を延ばせなかった理由として、オフェンスに過剰に注力し、自分のシュートに固執してしまいディフェンスへの努力が足りなかった点が挙げられる。
  - ロールプレイヤーとして、ステップアップするために向上が必要な能力としては、ジャンプショットの向上、ボールの無い場面での動き、ターンオーバーを減らすこと、並びにゲーム状況を把握する能力の向上である。

横浜ビー・コルセアーズ　オフィシャルブーストソングにおける選手紹介
- 2018-19 ｢強いカラダと強い気持ちで　七つの海を乗り越えた　No.36 チャールズ・ガルシア｣[16]

## 個人成績
| シーズン        | チーム                 | GP | GS | MPG  | FG%  | 3P%  | FT%  | RPG | APG | SPG | BPG | TO  | PPG  |
| --------------- | ---------------------- | -- | -- | ---- | ---- | ---- | ---- | --- | --- | --- | --- | --- | ---- |
| Bリーグ 2018-19 | 横浜ビー・コルセアーズ | 5  | 5  | 26.8 | .457 | .000 | .579 | 5.6 | 2.2 | 0.8 | 0.6 | 1.6 | 15.0 |